# Balsay István
Balsay István (teljes nevén: Balsay István László) (Devecser, 1947. augusztus 9. –) magyar erdőmérnök, útépítőmérnök, politikus, Székesfehérvár utolsó tanácselnöke és első polgármestere, országgyűlési képviselő 1994-től 2006-ig.

## Pályafutása
Felmenői – akiket 1680-ig tud visszavezetni – évszázadok óta műszaki pályán dolgoztak, erdész, bányász és kohász egyaránt található köztük, anyai szépapja Divald Adolf és édesapja, Balsay Miklós egyaránt erdőmérnökök voltak. Az általános iskolát Somlóvásárhelyen és Székesfehérvárott végezte, ugyanott, a József Attila Gimnáziumban érettségizett 1965-ben. 1970-ben diplomázott a soproni Erdészeti és Faipari Egyetemen erdőmérnökként, majd 1976-ban a Budapesti Műszaki Egyetemen útépítő közlekedésmérnöki diplomát is szerzett. 1970 és 1983 között a Székesfehérvári Közúti Igazgatóságon dolgozott mérnökként, majd 1985-ig a Veszprémi Közúti Igazgatóságon főmérnökként.
1985-ben a Hazafias Népfront jelöltjeként Székesfehérvár tanácselnök-helyettese lett, 1987-ben pedig tanácselnökké választották – feltehetően azon kevesek közé tartozott, akik pártonkívüliként városi tanácselnökként dolgozhattak. A rendszerváltást követően Székesfehérváron független jelöltként, a Fidesz támogatásával polgármesterré választották. 1990-ben a Hazafias Választási Koalíció jelöltjeként indult az országgyűlési választásokon, de a második fordulóban visszalépett. Polgármesterként a rendszerváltás utáni gazdasági összeomlást megelőzendő kezdeményezte ipari parkok kialakítását Székesfehérváron, így a város ipari fejlődésének alapjait rakta le. Az 1994-es magyarországi országgyűlési választásokon ismét indult, ezúttal a Fidesz országos listájáról szerzett mandátumot, parlamenti képviselői időszaka 1994. június 28-án kezdődött – Székesfehérvár polgármesteri címéért már nem indult. Az Országgyűlés környezetvédelmi állandó bizottságának, az önkormányzati és rendészeti állandó bizottságának lett a tagja, valamint több albizottságnak lett a tagja. 1998-ban Fejér megye 1. választókerületében a szavazatok 54 százalékával nyert mandátumot.
1998-ban a Miniszterelnöki Hivatal területfejlesztésért felelős politikai államtitkára lett, erről a tisztségéről azonban 1999-ben le kellett mondania, mivel ő is aláírta azt a Selmeczi Gabriella kezdeményezésére született levelet, amelyben magukat szenátornak kiadó országgyűlési képviselők az Egyesült Államok szenátusának írtak annak érdekében, hogy a Lockheed Martin cég magyarországi képviselője, Steven M. Jones legyen az új amerikai nagykövet (nem ő lett: 1997–2001 között Peter Tufo, 2001–2003 között Nancy Goodman Brinker volt az amerikai nagykövet). Területfejlesztési államtitkárként (a decentralizáció híveként) több pénzt juttatott volna az önkormányzatoknak, képviselőként szorgalmazta a kormányzati segítséget a székesfehérvári Nemzeti Emlékhely kialakítása érdekében, valamint a gazdák megsegítését földjeik víztelenítése ügyében.